# Saint-Pardoux (Puy-de-Dôme)
Saint-Pardoux település Franciaországban, Puy-de-Dôme megyében. Lakosainak száma 428 fő (2022. január 1.). Saint-Pardoux Blot-l’Église, Marcillat, Pouzol, Saint-Hilaire-la-Croix és Saint-Rémy-de-Blot községekkel határos.

## Népesség
A település népessége az elmúlt években az alábbi módon változott:
| Lakosok száma | 439  | 419  | 420  | 404  | 399  | 393  | 406  | 417  | 428  |
|               | 2013 | 2015 | 2016 | 2017 | 2018 | 2019 | 2020 | 2021 | 2022 |